# La Clayette
La Clayette è un comune francese di 1 636 abitanti situato nel dipartimento della Saona e Loira nella regione della Borgogna-Franca Contea.

## Geografia fisica
La città si trova nel est della Francia, situata a 85 km a nord di Lione e relativamente vicino alla Svizzera.

## Storia
Il famoso cavallo bianco di Enrico IV di Francia, presente alla famosa battaglia di Ivry, è stato acquistato La Clayette. Ecco perché l'animale è ormai l'emblema della città ed è sulla cresta della città.

## Società

### Evoluzione demografica
Abitanti censiti

## Amministrazione

### Gemellaggi
- Göllheim, dal 1977
- Marano Equo, dal 1991[3]

## Monumenti e luoghi d'interesse
- Castello di La Clayette

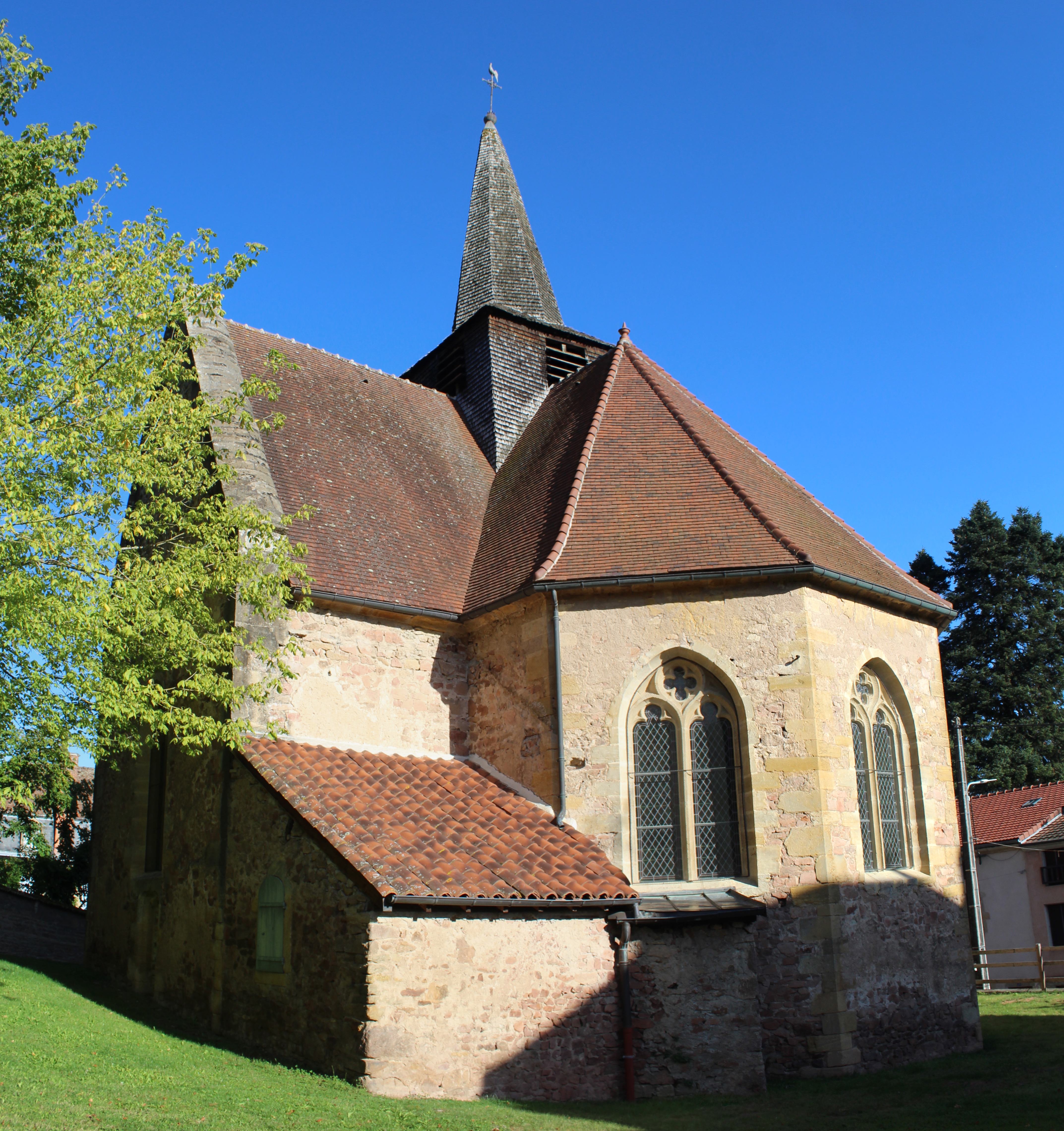
Cappella di Sainte Avoye

- La cappella di Sainte Avoye (in francese: Chapelle Sainte-Avoye) è stato costruito nella metà del XV secolo dal signore di Chantemerle, fondatore della città medievale. Trasformato in un centro culturale, la cappella ospita mostre e concerti.
- La chiesa di Nostra Signora (in francese: Église Notre-Dame) è un luogo di culto cattolico.